# Eisvogel (Wappentier)
Der Eisvogel ist in der Heraldik ein Wappentier.
Die Darstellung im Wappen kann der natürlichen Form sehr nahe sein oder der Vogel wird stark in einer Farbe stilisiert. Die gedrungene sitzende Körperhaltung oder der Sturzflug sind ein gutes Erkennungszeichen. Auch ein gefangener Fisch im Schnabel ist hilfreich bei der Wappenbeschreibung. In der deutschen Heraldik wird der allgemein bekannte Eisvogel Alcedo atthis im Wappen dargestellt und seine blaue Tinktur ist dominierend. Die Hauptrichtung nach heraldisch rechts ist Standard und Abweichungen sind in der Beschreibung zu erwähnen.
Mythologie, Sage und Aberglaube zu diesem Wappentier ist vielschichtig, aber im Wappen nicht immer darstellbar.

Sitzend im Wappen der Gemeinde Geltorf, Kreis Schleswig-Flensburg
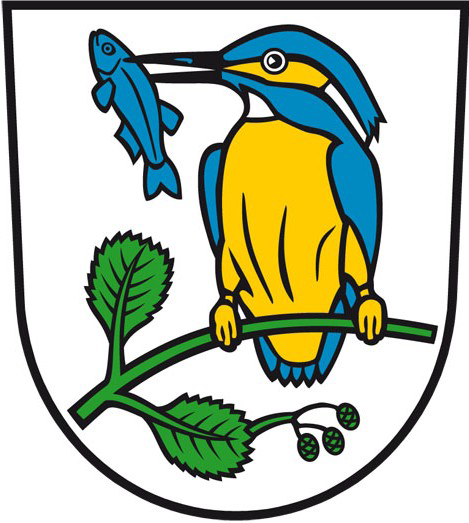
und auf einem Ast mit Beute: Kallinchen, Landkreis Teltow-Fläming
Sturzflug im Wappen der Gemeinde Seedorf, Kreis Herzogtum Lauenburg
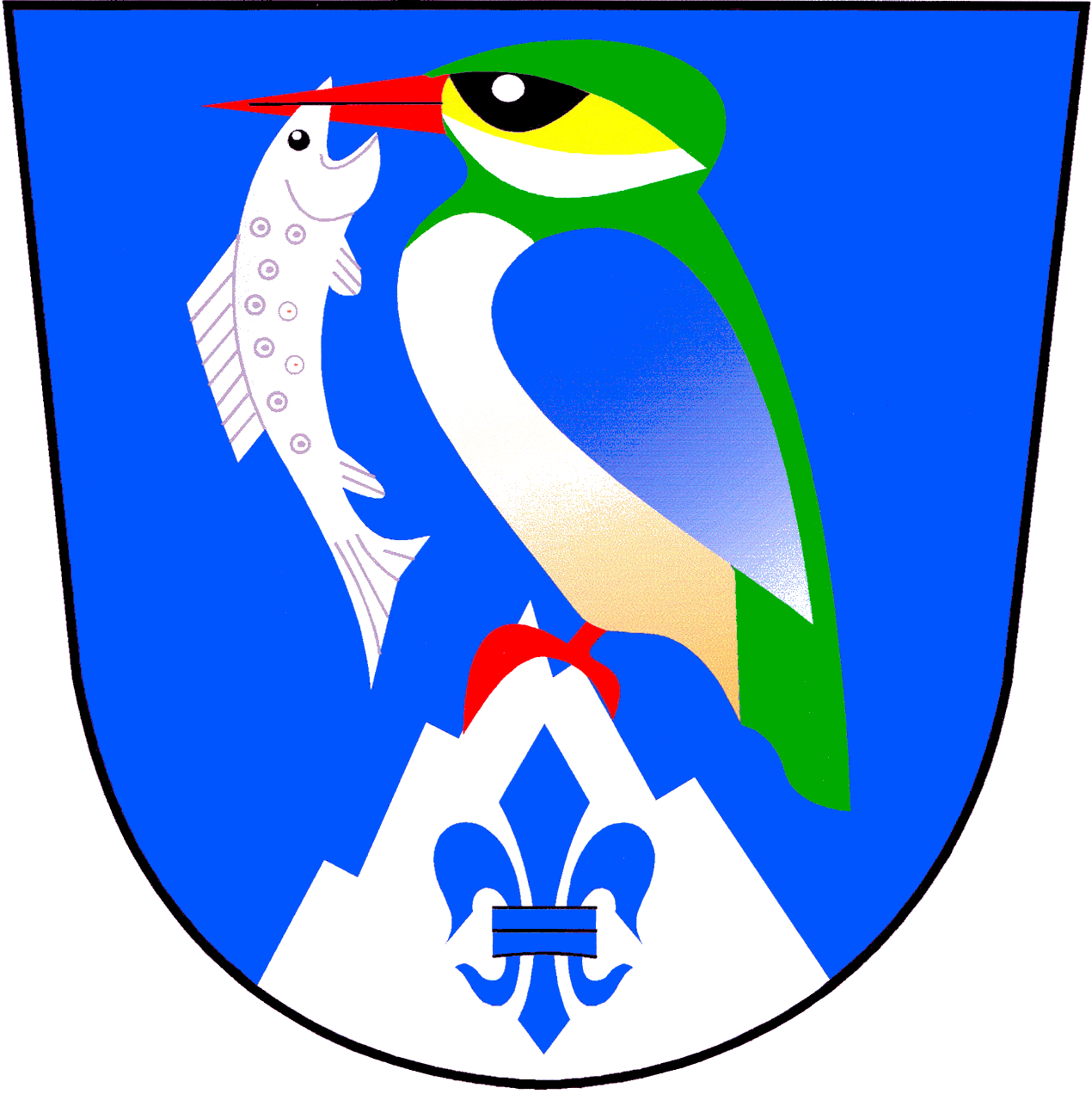
Mit Fisch im Schnabel im Wappen von Horní Řasnice, Tschechien
Gemeinde Bälau, Kreis Herzogtum Lauenburg